# Liste der Naturdenkmale in Steinweiler
Die Liste der Naturdenkmale in Steinweiler nennt die im Gemeindegebiet von Steinweiler ausgewiesenen Naturdenkmale (Stand 17. April 2013).

## Naturdenkmale
| Nr.         | Bezeichnung                 | Lage                                                 | Beschreibung                               | Bild                                    |
| ----------- | --------------------------- | ---------------------------------------------------- | ------------------------------------------ | --------------------------------------- |
| ND-7334-182 | Rosskastanie                | Kreuzgasse, bei Nr. 10 Lage                          | Aesculus hippocastaneum, um 1900 gepflanzt | Direkt Bild zu diesem Denkmal hochladen |
| ND-7334-228 | Alte Eiche in der Weidlache | südöstlich des Ortes; Abteilung In der Weidlach Lage | Quercus robur, um 1800 gekeimt             | Direkt Bild zu diesem Denkmal hochladen |